# Strijder van Capestrano
De Strijder van Capestrano (Italiaans: Guerriero di Capestrano) is een kalkstenen beeld van een Picenische krijger uit de zesde eeuw voor Christus. Het beeld, dat een hoogte heeft van 2,09 m, maakt deel uit van de collectie van het Nationaal archeologisch museum van de Abruzzen in Chieti.

## Herkomst
In september 1934 vond Michele Castagna fragmenten van een beeld tijdens de aanleg van een wijngaard in de buurt van Capestrano. Verder onderzoek onder leiding van de archeoloog Giuseppe Moretti bracht aan het licht dat zich op deze plek een necropool uit de ijzertijd bevond. Hier werd de Strijder van Capestrano opgegraven. 

## Voorstelling
De Strijder van Capestrano heeft opvallend brede heupen en billen, een zeer smalle taille en brede schouders. Hij draagt een hoed met een enorme rand, die uit een ander blok steen gehouwen is. Zijn gevouwen armen drukken een kort zwaard, een mes en een bijl tegen zijn borst. Twee cirkelvormige platen (de kardiophylax uit Etrurië) bieden bescherming aan de borst en rug. Ook een korte schort (mitra) beschermt het lichaam. Ten slotte draagt de krijger een brede riem, een ketting en armbanden, waarop nog sporen van roze verf te zien zijn. Twee pilaren met een dunne speer erop ondersteunen het beeld aan weerszijden.
Op de pilaar aan de rechterzijde van de strijder valt een inscriptie te lezen in het Zuid-Piceens: "Makupri koram opsút aninis rakinevíi pomp[úne]í" (mogelijke vertaling: "Mijn mooie beeld werd gemaakt door Anikris voor koning Nevio Pompuledeio"). De functie van het standbeeld is niet geheel duidelijk. Waarschijnlijk markeerde het beeld het graf van een hooggeplaatst persoon.

## Afbeelding

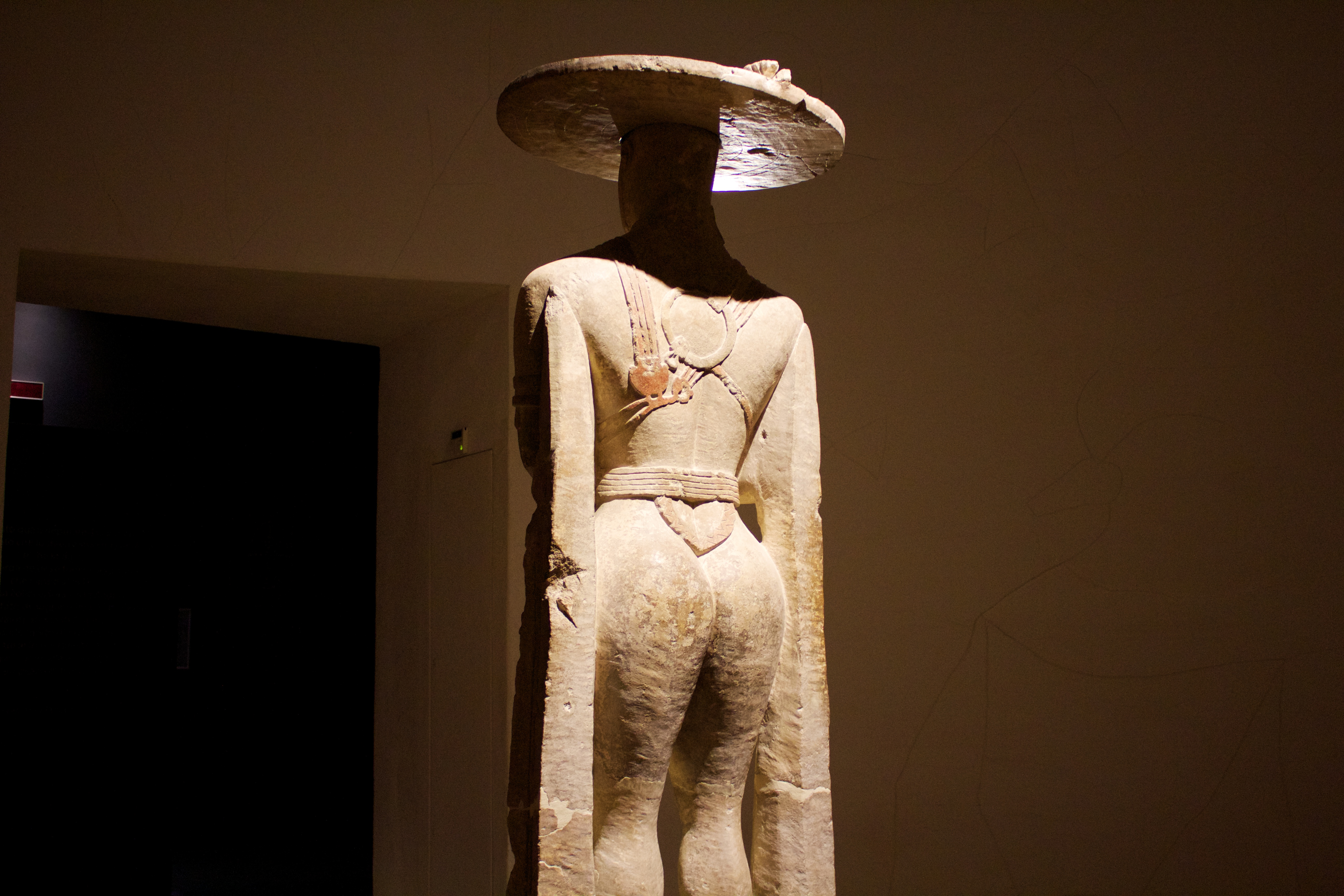
achterzijde
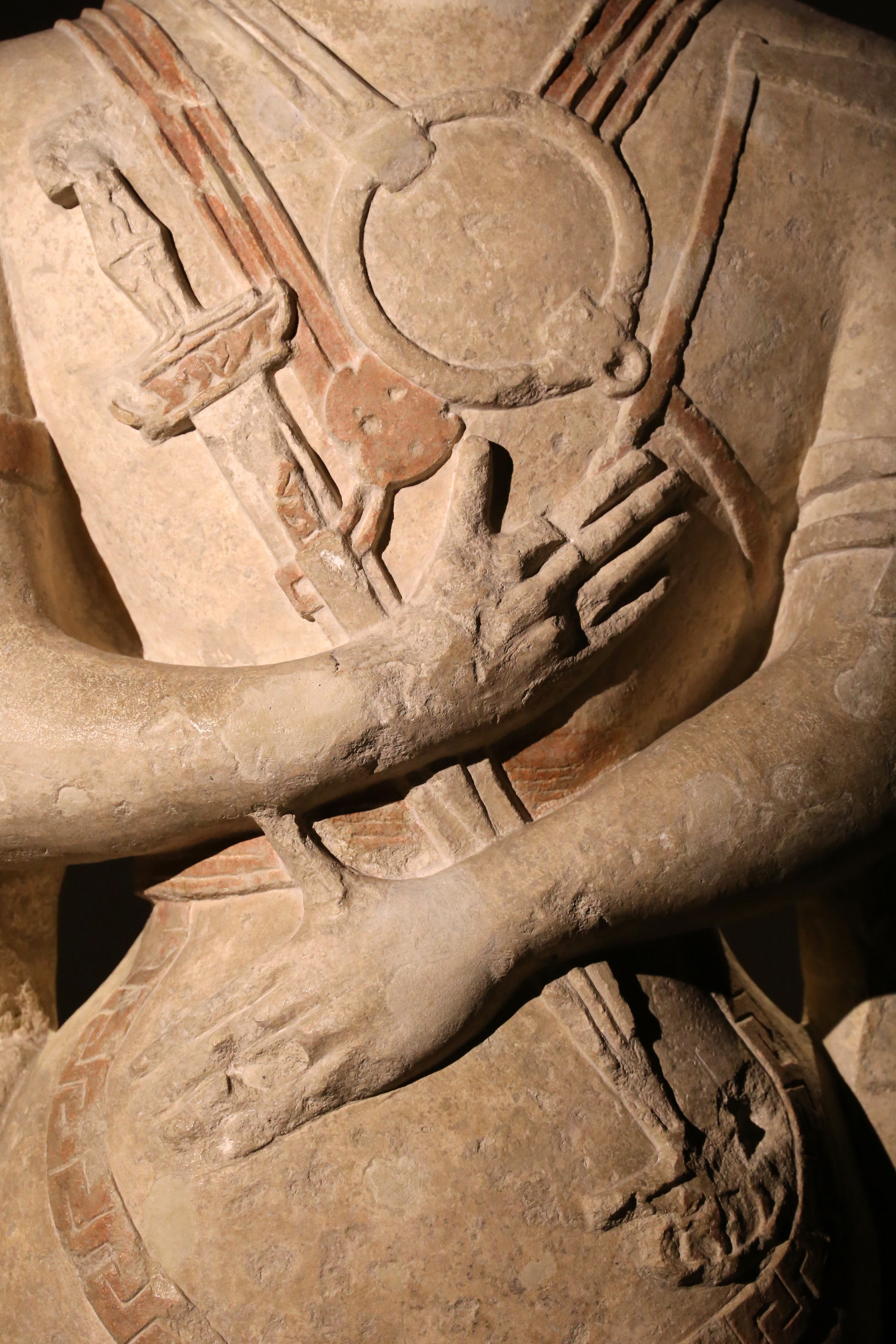
detail
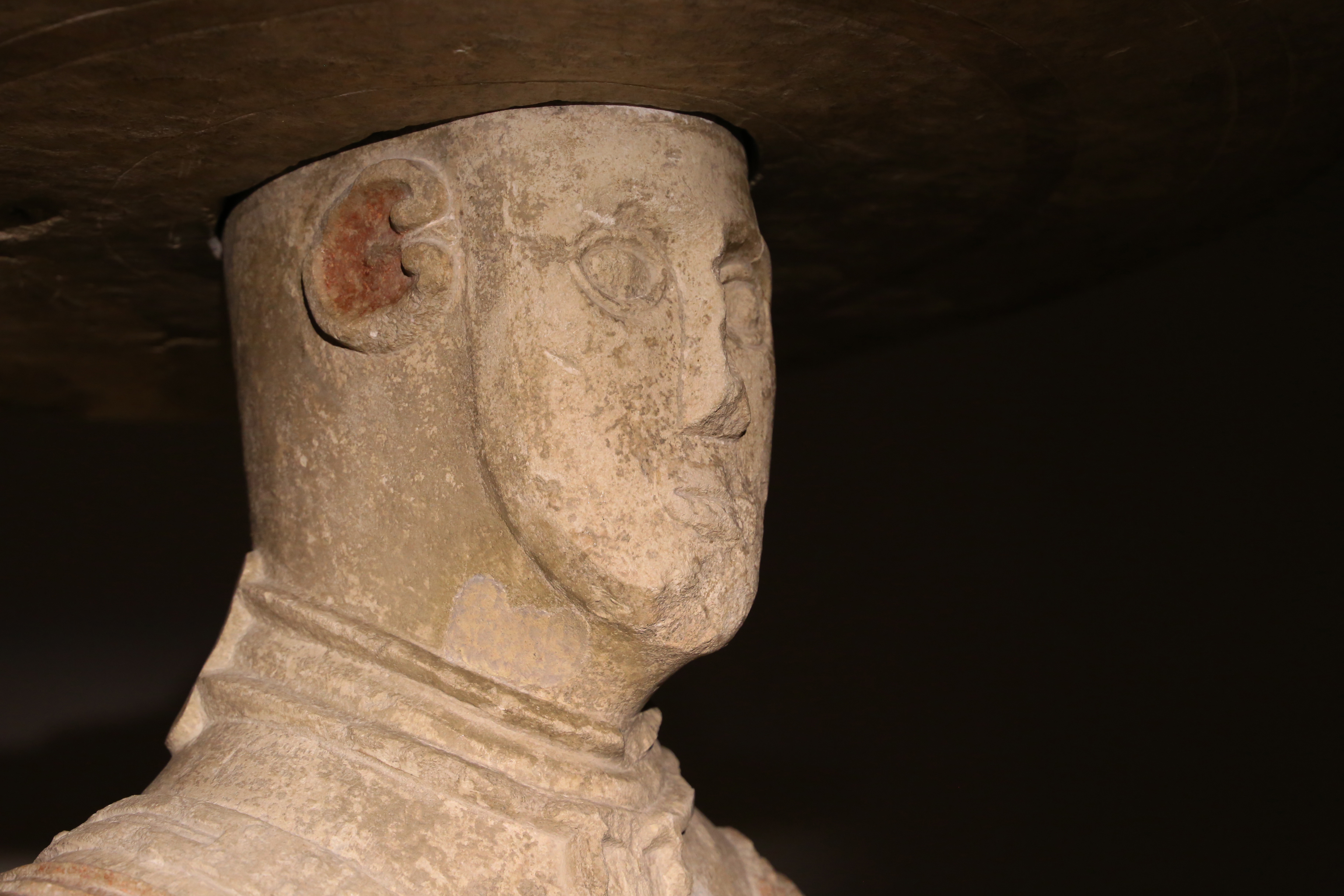
detail
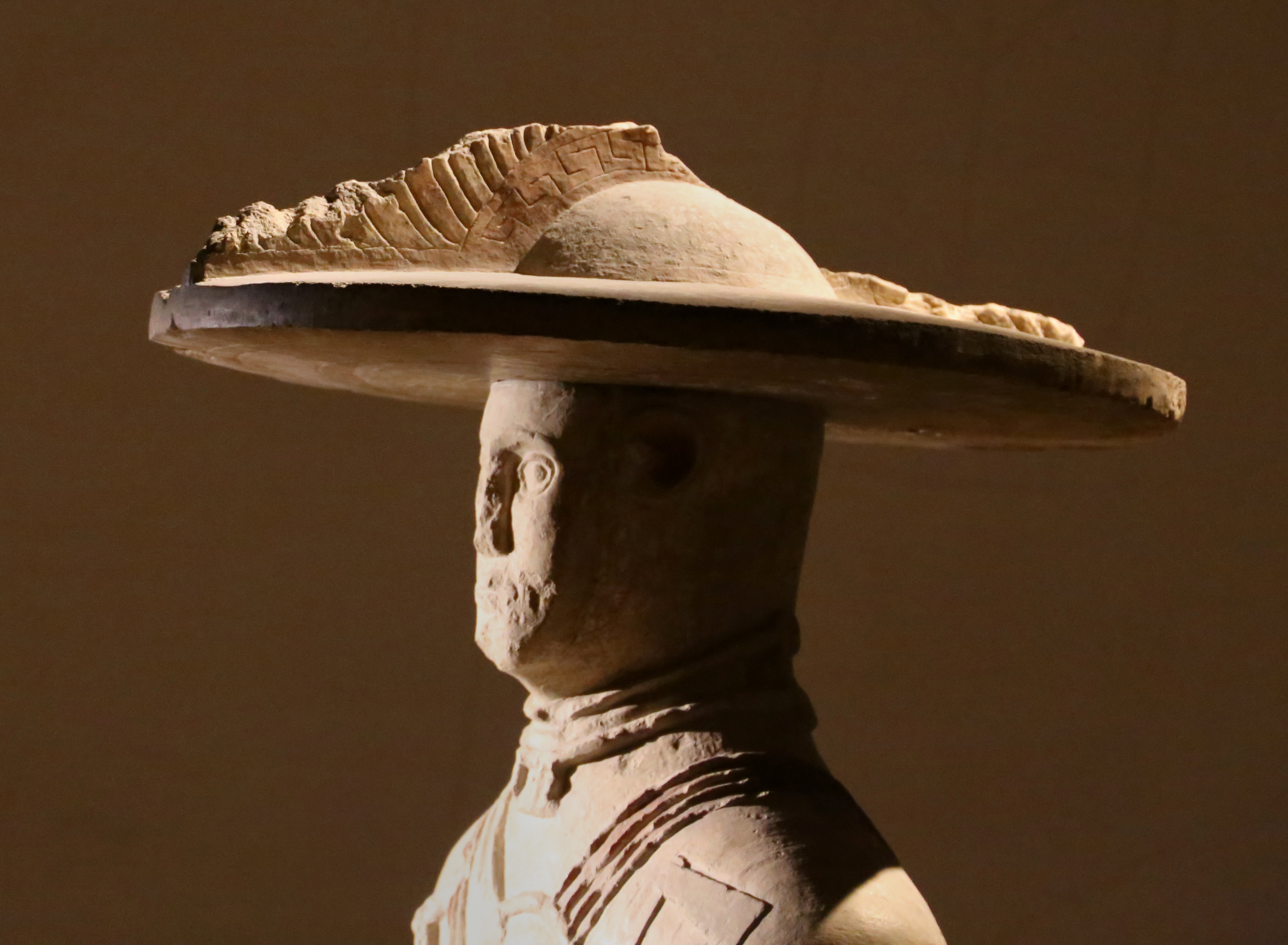
detail